# Деніса Сакова
Деніса Сакова (словац. Denisa Saková;нар. 17 квітня 1976, Нітра) — словацька менеджерка і політикиня, з 25 жовтня 2023 року віце-прем'єр-міністр і міністр економіки Словаччини. Колишня, державна секретарка у Міністерстві внутрішніх справ Словаччини та міністр внутрішніх справ в уряді Петра Пеллегріні.

## Біографія
У 1994 році закінчила гімназію імені Євгена Гудерна в Нітрі.
У 1994-1999 роках закінчила факультет фінансового адміністрування та управління фінансами на економічному факультеті Економічного університету в Братиславі.
З 1999 по 2006 рік навчалася на тому ж факультеті для здобуття ступеня доктора філософії в галузі страхування.
Під час навчання почала працювати в 1998 році в компанії DELTA E.S., a. s. в якості консультанта.
З 2001 по 2003 рік працювала в компанії Cap Gemini Ernst & Young в Братиславі та Берліні.
З 2003 по 2007 рік працювала в E.ON IT Slovakia, s. r. o. на посаді директора відділу прикладних програм.

## Політична кар'єра
З 2007 по 2010 рік працювала в Міністерстві внутрішніх справ Словаччини на посаді генерального директора департаменту інформатики, телекомунікацій та безпеки. У 2011—2012 роках вона знову працювала в E.ON IT Slovakia. У 2012 році повернулася до Міністерства внутрішніх справ на посаду керівника Служби сервісу. Під час її першого перебування на посаді в Міністерстві внутрішніх справ її головним завданням була підготовка Словаччини до Шенгенської інформаційної системи. Були підозри, що комісійні за контракти виплачувалися Роберту Калиняку та Яну Почятеку. Під час свого другого терміну вона працювала над реформою державного управління ESO.
На парламентських виборах 2016 року була обрана до Національних зборів. Вона отримала 2 668 голосів. Вона не йшла на вибори від партії SMER-SD. Після виборів вона не стала депутатом, а була призначена державним секретарем у Міністерстві внутрішніх справ. Загалом вона пропрацювала в міністерстві 10 років і «в основному копіювала діяльність Калиняка, а отже, і всіх трьох урядів Фіцо». Уряд звільнив її з посади 25 квітня 2018 року, до призначення Сакової президентом прем'єр-міністр Петер Пеллегріні тимчасово очолював міністерство.
8 лютого в інтернеті з'явився запис частини її промови, де вона застерігає словаків, які проживають за кордоном, щодо можливості голосувати поштою. Запис оприлюднила ініціатива «Серце вдома».
Сакова прокоментувала запис того ж дня наступним чином: «Я, як кандидатка від партії „Курс“, хочу мобілізувати наших виборців з регіонів, щоб долю Словаччини вирішувала не тільки Братислава, як це було на президентських виборах або виборах до Європарламенту, де була жахлива різниця в явці між Братиславою і регіонами, яку тепер можна підтримати голосами з-за кордону».
Допис ініціативи «Серце вдома»: «Ми вважаємо що створення образу виборця за кордоном як людини, яку державні службовці повинні не допускати до участі в управлінні державними справами, ганебним перевищенням повноважень державного службовця, а заклики до таких дій — антиконституційними та підбурюванням до порушення закону. Ми розглядаємо подальші юридичні дії в цій справі».

### Міністерка внутрішніх справ
Президент Словацької Республіки Андрей Кіска призначив Сакову міністеркою внутрішніх справ 26 квітня 2018 року. Це сталося, незважаючи на застереження; згідно з Конституцією, президент повинен призначати міністрів за поданням прем'єр-міністра. Призначення Сакової також було розкритиковано опозицією та організаторами антиурядових демонстрацій. Часто Сакову називають «правою рукою» Калиняка. Уряд Петра Пеллегріні, до складу якого входила Деніса Сакова, пішов у відставку після лютневих виборів 20 березня 2020 року.
В даний час вона є заступником голови партії ГОЛОС — Соціал-демократія, яку вона представляла в Національній раді Словацької Республіки.